# Awaš (řeka)
Awaš (někdy též Avaš, amharsky አዋሽ [ʾawaʃ], afarsky We'ayot, evropskými přepisy Awash, Auash i Hawash) je nejdelší řeka v Etiopii, která teče výhradně na jejím území. Jedná se o hlavní tok povodí bezodtoké oblasti, která se rozkládá v etiopských svazových státech Amharsko, Oromie, Afarsko a Somálsko.

## Popis toku
Awaš pramení západně od Addis Abeby poblíž města Ginchi. Odtud teče řeka na jih a okolo hory Zuqualla se otáčí zprvu na východ, kde je zadržována přehradou Koka. Odtud pokračuje a pomalu se stáčí na severovýchod. Protéká národním parkem Awaš dále kolem města Awaš a tam už teče převážně na sever národním parkem Yangudi Rassa až k soutoku s řekou Mille. Zhruba 20 km pod ním, v místě přehrady Tendaho se obrací prudce na východ pokračuje až k jezeru Gargori, kde a se vlévá do řetězce propojených jezer, z nichž poslední je jezero Abbé na hranici s Džibutskem, asi 100 km od zálivu Tadjoura.
Přítoky Awaše jsou: Ataye, Borkana, Kabenna, Hawadi, Mille a Logiya, z nichž některé tečou na svém dolním toku jen občasně.

### Povodí
Řeka Awaš je 1 200 kilometrů dlouhá a její povodí má rozlohu 110 000 km², z čehož pouze 64 000 km² je plocha, odkud voda do řeky přitéká, a to vesměs levostrannými přítoky. Zbylých 46 000 km² představuje převážně plochu odvodňovanou tzv. východními přítoky, které protékají pouští, kde se ztrácejí, a není zaznamenáno, že by do Awaše dotekly. Celkový objem vodních zdrojů v povodí Awaše představuje 4 900 miliónů m³ v průměrném roce, z čehož se dá ekonomicky využít 3 850 miliónů m³.
Podél jejího toku leží následující významnější města Matahara, Awaš, Gewana a Asaita. Údolí Awaše je severně od 9° tradičním domovem Afarů.

### Vodní díla

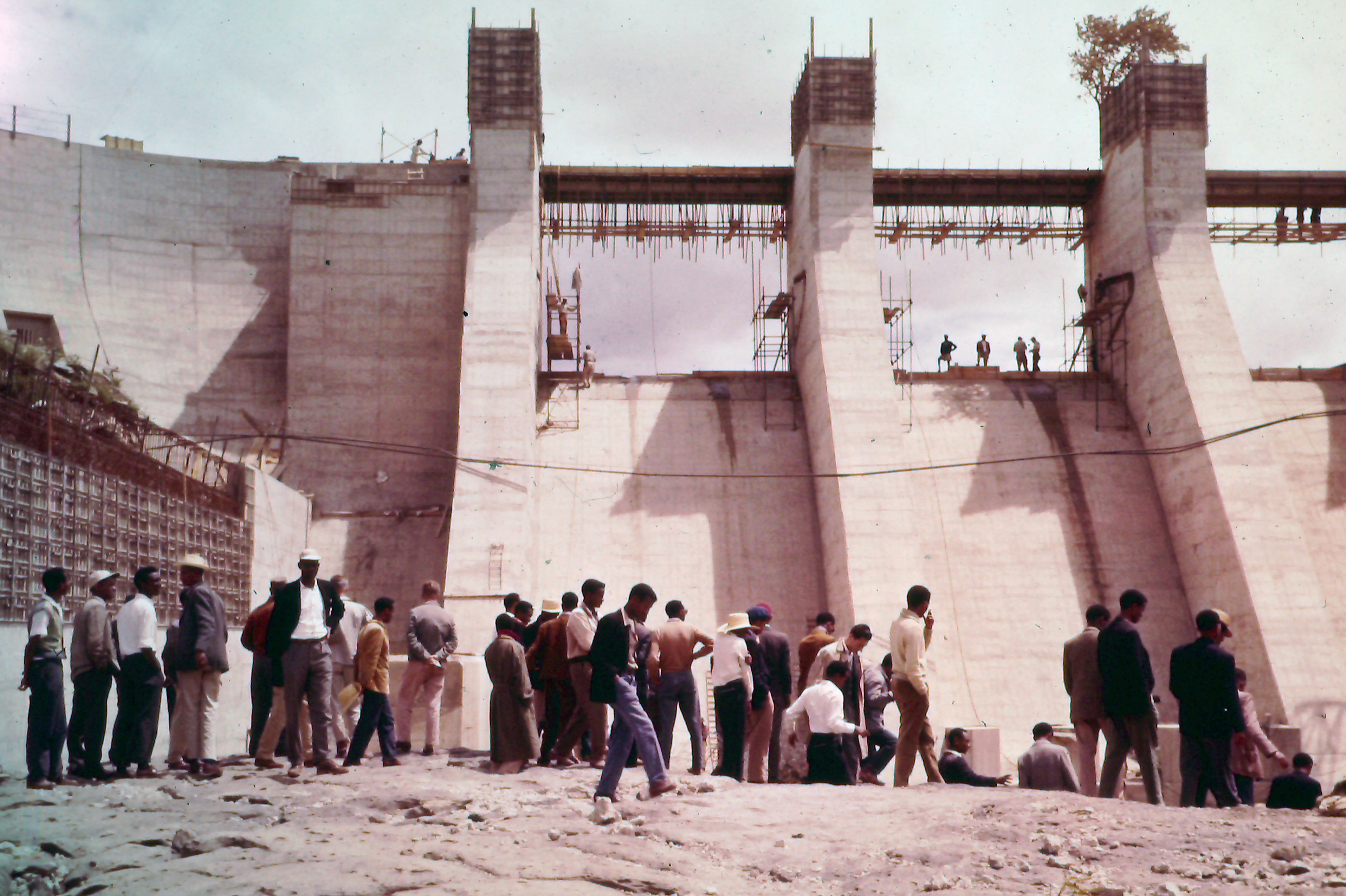
Přehrada Koka před dokončením

Na řece stojí dvě významné přehrady:
- Koka na horním toku asi 75 kilometrů od Addis Abeby (8°28′3″ s. š., 39°9′21″ v. d.) byla dokončena v roce 1960. Je hlavním vodním energetickým zdrojem v oblasti a její přehradní nádrž, známá též pod názvem jezero Gelila, má rozlohu asi 180 km². Průměrný roční průtok zde činí 1 660 miliónů m³, z čehož 90 % proteče mezi červencem a říjnem. Průtok postupně klesá v důsledku používání vody k zavlažování.[1] Nádrž se postupně zanáší splavovanými horninami.
- Tendaho leží na dolním toku řeky, asi 20 kilometrů za soutokem s řekou Mille (11°41′29″ s. š., 40°57′17″ v. d.). Průměrný roční průtok zde činí 2 200 miliónů m³, z čehož 75 až 80 % proteče v období dešťů od března do května a pak od července do října.[1] Rozdíl provozních hladin v nádrži mezi obdobím dešťů a suchým obdobím činí téměř 30 m.[4]

Podél celého toku jsou na řece zbudována rozsáhlá zařízení k zavlažování.

### Inženýrská díla
Prvním mostem přes řeku byl ocelový most ve městě Awaš, po kterém byla vedena džibutsko-etiopská železnice. Byl postaven v roce 1914 a má délku 141 m. V padesátých letech byl souběžně s ním postaven silniční železobetonový most, který přes řeku převádí etiopskou silnici č. 1. Kromě této silnice přecházejí řeku po mostech etiopské hlavní silnice č. 5, 51, 7, 9 a silnice nižší třídy spojující hlavní silnice 1 a 2. Mimo ně je na horním a dolním toku, kde není řeka příliš široká, větší množství mostků a lávek. V souvislosti s rozvojem dopravní infrastruktury jsou ve stavbě další mosty přes řeku.

### Fauna
V údolí řeky žijí z velkých zvířat přímorožec beisa, gazela Soemmerringova, gazela dorkas, antilopa žirafí a zebra Grévyho a je zde jedno z posledních stanovišť volně žijících exemplářů osla afrického, který sice už v národním parku Yangudi Rassa vyhynul, ale stále žije v rezervaci Mille-Serdo.

## Historie
Lidé žijí v údolí Awaše téměř od svého vzniku. Na středním Awaši bylo nalezeno mnoho ostatků hominidů, předchůdců člověka.
Údolí bylo součástí historických států Dawaro, Fatagar, Ifat a Šewa. S výjimkou posledně jmenovaného tyto státy zanikly s příchodem skupin Oromů v 16. století. Prameny řeky objevil v 19. století český cestovatel Antonín Stecker.
Encyclopædia Britannica popisuje v roce 1911 střední část toku jako řeku „s dostatečným proudem téměř 200 stop [60 m] širokou a v období sucha 4 stopy [1,2 m] hlubokou, během povodní stoupající o 50 nebo 60 stop [15 - 20 m], a tak zaplavující roviny po mnoho mil podél obou jejích břehů.“ Prvním Evropanem, který zkoumal řeku podrobněji, byl v roce 1928 cestovatel Lewis Mariano Nesbitt, ale sledoval jen její část a u oázy Asaita se od ní odvrátil a pokračoval na sever přes Danakilskou proláklinu k pobřeží Rudého moře. V letech 1933 až 1934 Awaš prozkoumal Wilfred Thesiger, který sledoval jeho tok od stejnojmenného města až k ústí a dále pokračoval ve své expedici na východ do přístavu Tadžúra.

## Světové dědictví
Dolní údolí řeky Awaš bylo v roce 1980 pro svá paleontologická naleziště zařazeno na seznam světového dědictví.